# Generální guvernér Kanady
Generální guvernér Kanady (anglicky Governor General of Canada; francouzsky Gouverneur général du Canada) je oficiální zástupce krále Karla III. v Kanadě, který je hlavou státu. Nový generální guvernér je jmenován panovníkem na návrh premiéra Kanady. U generálního guvernéra není přesně stanovena doba, na kterou je jmenován, ale obvykle se jedná o dobu cca 5 let.
Pro jakoukoliv změnu v pravomocích generálního guvernéra je nutný souhlas všech parlamentů provincií a teritorií Kanady, včetně Parlamentu Kanady. Ústava Kanady byla naposledy změněna v roce 1982, kdy byla přijata tzv. Kanadská listina práv a svobod. Od roku 1904, pak může generální guvernér používat titul Nejvyšší velitel Kanadské armády.
Od 2. října 2017 do rezignace 21. ledna 2021 byla generální guvernérkou Julie Payetteová. Po její rezignaci povinnosti generálního guvernéra vykonával soudce Richard Wagner. Od července 2021 vykonává úřad Mary Simonová.

## Seznam generálních guvernérů Kanady
Funkce generálního guvernéra Kanady byla zřízena kanadskou ústavou v roce 1867. Jako generální guvernéři se ale již od konce 18. století označovali správci největší kanadské provincie Québec, respektive později Sjednocené kanadské provincie vzniklé v roce 1840 sloučením Horní a Dolní Kanady. Federativní stát Dominion of Canada vznikl k 1. červenci 1867 připojením dalších britských kolonií v této oblasti (Nové Skotsko, Nový Brunšvik, Britská Kolumbie, později i Newfoundland). Prvním kanadským generálním guvernérem se v roce 1867 stal Charles Monck, 4. vikomt Monck, který byl již předtím guvernérem Dolní a Horní Kanady. Do Kanady jako do druhé největší britské zámořské državy (po Indii) byli jako generální guvernéři vysíláni významní politici z nejvyšší šlechty. Posledním generálním guvernérem britského původu byl hrdina druhé světové války maršál Harold Alexander, od roku 1952 zastávají funkci (nikoliv výhradně) rodilí Kanaďané.
| Jméno                                                     | Foto | Nástup do funkce | Konec funkce | Životní data |
| --------------------------------------------------------- | ---- | ---------------- | ------------ | ------------ |
| Charles Monck, 4. vikomt Monck                            |      | 1867             | 1869         | 1819–1894    |
| John Young, 1. baron Lisgar                               |      | 1869             | 1872         | 1807–1876    |
| Frederick Hamilton-Temple-Blackwood, 1. hrabě z Dufferinu |      | 1872             | 1878         | 1826–1902    |
| John Campbell, markýz z Lorne                             |      | 1878             | 1883         | 1845–1914    |
| Henry Charles Petty-Fitzmaurice, 5. markýz z Lansdowne    |      | 1883             | 1888         | 1845–1927    |
| Frederick Arthur Stanley, 1. baron Stanley                |      | 1888             | 1893         | 1841–1908    |
| John Hamilton-Gordon, 6. hrabě z Aberdeenu                |      | 1893             | 1898         | 1847–1934    |
| Gilbert Elliot, 4. hrabě z Minto                          |      | 1898             | 1904         | 1845–1914    |
| Albert Grey, 4. hrabě Grey                                |      | 1904             | 1911         | 1851–1917    |
| Artur Sasko-Koburský, vévoda z Connaughtu                 |      | 1911             | 1916         | 1850–1942    |
| Victor Cavendish, 9. vévoda z Devonshiru                  |      | 1916             | 1921         | 1868–1938    |
| Julian Byng, 1. baron Byng                                |      | 1921             | 1926         | 1862–1935    |
| Freeman Freeman-Thomas, 1. vikomt Willingdon              |      | 1926             | 1931         | 1866–1941    |
| Vere Brabazon Ponsonby, 9. hrabě z Bessborough            |      | 1931             | 1935         | 1880–1956    |
| John Buchan, 1. baron Tweedsmuir                          |      | 1935             | 1940         | 1875–1940    |
| Augustus Cambridge, 1. hrabě z Athlone                    |      | 1940             | 1946         | 1874–1957    |
| Harold Alexander, 1. hrabě z Tunisu                       |      | 1946             | 1952         | 1891–1969    |
| Vincent Massey                                            |      | 1952             | 1959         | 1887–1967    |
| Georges Vanier                                            |      | 1959             | 1967         | 1888–1967    |
| Roland Michener                                           |      | 1967             | 1974         | 1900–1991    |
| Jules Léger                                               |      | 1974             | 1979         | 1913–1980    |
| Edward Schreyer                                           |      | 1979             | 1984         | 1935         |
| Jeanne Sauvéová                                           |      | 1984             | 1990         | 1922–1993    |
| Ray Hnatyshyn                                             |      | 1990             | 1995         | 1934–2002    |
| Roméo LeBlanc                                             |      | 1995             | 1999         | 1927–2002    |
| Adrienne Clarksonová                                      |      | 1999             | 2005         | 1939         |
| Michaëlle Jeanová                                         |      | 2005             | 2010         | 1957         |
| David Johnston                                            |      | 2010             | 2017         | 1941         |
| Julie Payetteová                                          |      | 2017             | 2021         | 1963         |
| Mary Simonová                                             |      | 2021             | úřadující    | 1947         |